# Simolândia
Simolândia là một đô thị thuộc bang Goiás, Brasil. Đô thị này có diện tích 347,823 km², dân số năm 2007 là 6693 người, mật độ 19,2 người/km².